# Liptena hapale
Liptena hapale är en fjärilsart som beskrevs av Talbot 1935. Liptena hapale ingår i släktet Liptena och familjen juvelvingar. Inga underarter finns listade i Catalogue of Life.